# ストックホルム大学
ストックホルム大学（ストックホルムだいがく、英語: Stockholm University、公用語表記: Stockholms universitet）は、スウェーデンストックホルムに本部を置くスウェーデンの国立大学。1878年創立、1960年大学設置。

## 沿革

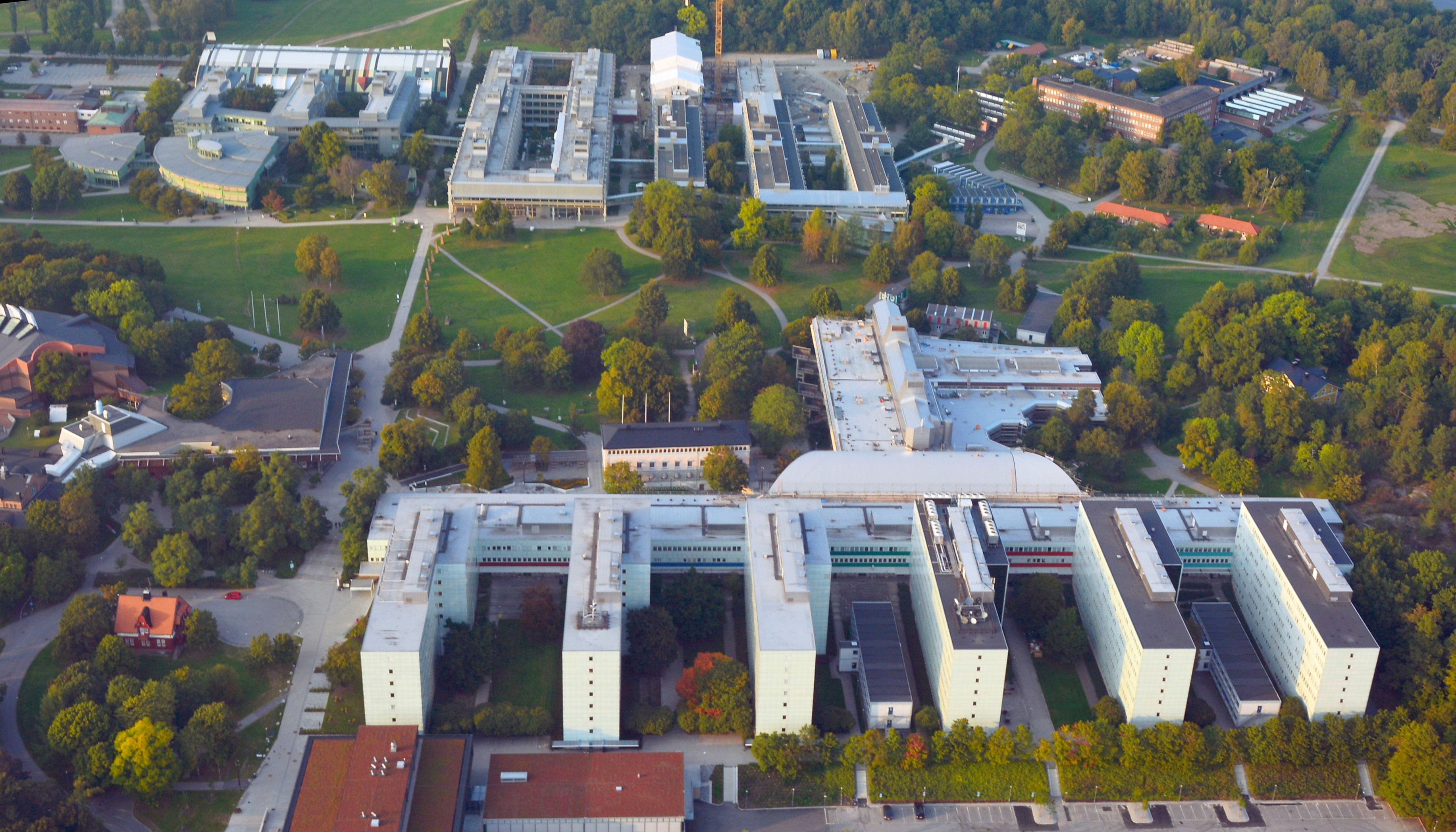

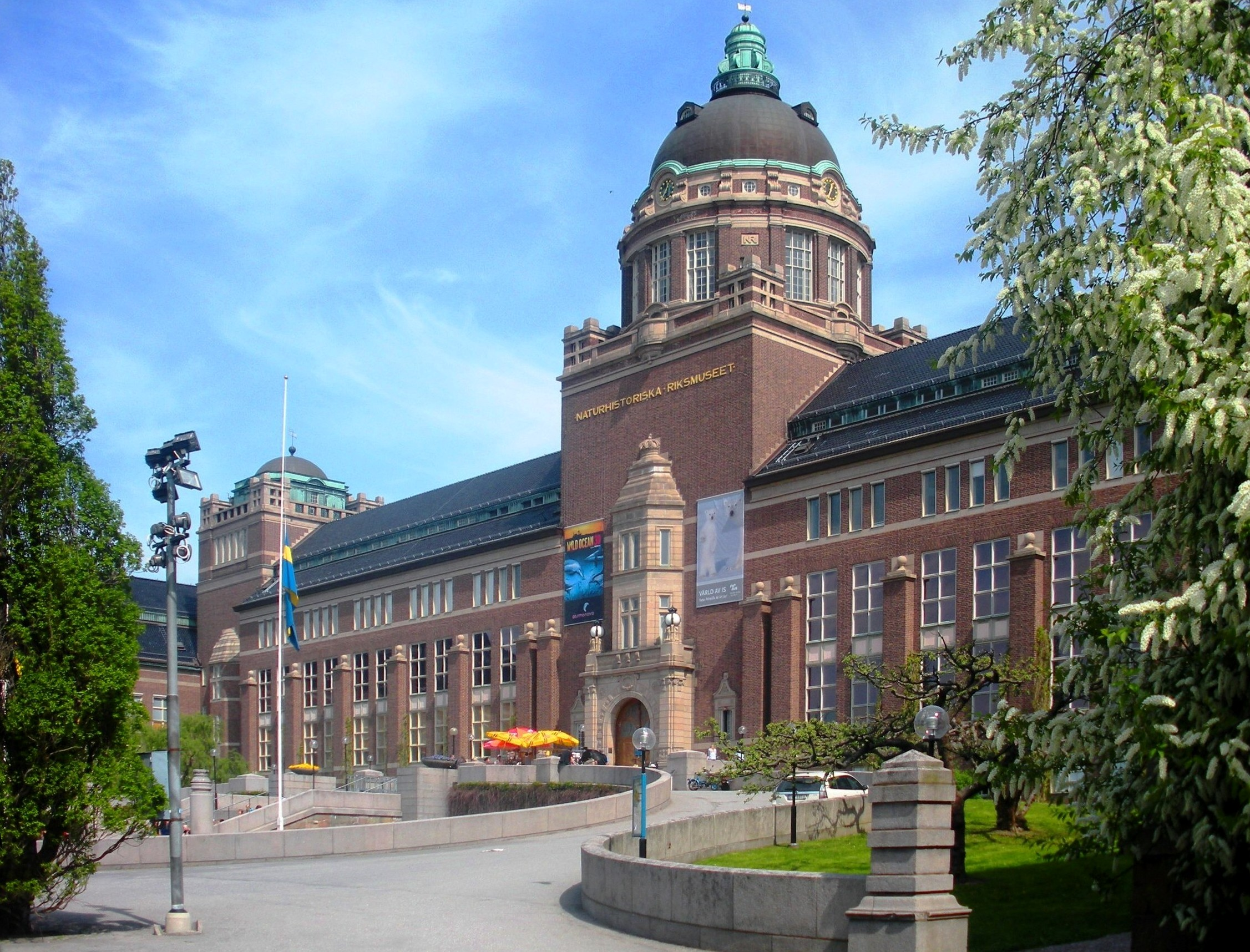

1878年にカレッジとして設立された。

## 教育体制・学部
現在約33,000人の学生と、約5,500人の教職員者を抱えている。これまでに、7人のノーベル賞受賞者やスウェーデン国王、スウェーデン首相を輩出しており、スウェーデン並びにヨーロッパ有数の大学の一つである。
2020年の世界大学学術ランキングにおいて、世界第69位に位置づけられる等、各世界大学ランキングで上位にランクインしている。大規模な総合大学であるが、比較的少人数のクラス編成で質の高い教育を行っている。学生・教職員ともに多様な国籍・人種で構成されており、男女比のバランスもよい。多様な分野の実業界出身、兼任の学生・教職員も多いため、講義・研究は実践的で、アカデミックと実務の両方に強い。修士課程以上では、英語で受講し学位を取得できるコースも複数あるが、入学は狭き門である。

## 大学施設・キャンパス
また、ストックホルム市の郊外に植物園も所有しており、2007年5月には日本の天皇、皇后もスウェーデン国王夫妻と共に訪問した。　
毎年12月には、ノーベル賞受賞者の記念講演がストックホルム大学において行われる。

## 主な卒業生の人物
ストックホルム大学卒業生（英語）とストックホルム大学教職員（英語）も参照

### 研究者
- スヴァンテ・アレニウス - 化学者、物理学者（1903年ノーベル化学賞）
- ベルティル・オリーン - 経済学者（ノーベル経済学賞）、ヘクシャー＝オリーンの定理を構築
- パウル・クルッツェン - 化学者（1995年ノーベル化学賞）
- ハンス・フォン・オイラー＝ケルピン - 化学者（1929年ノーベル化学賞）
- カイ・シーグバーン - 物理学者（ノーベル物理学賞）[2]
- ゲオルク・ド・ヘヴェシー - 化学者（1943年ノーベル化学賞）
- グンナー・ミュルダール - 経済学者、社会学者、政治家（1974年ノーベル経済学賞）
- 池上雅子 - ストックホルム大学アジア太平洋研究所所長、社会学者、政治学者[3][4][5]
- グスタフ・カッセル - 数学者、経済学者
- ハラルド・クラメール - 数学者、ストックホルム大学学長など
- ハンス・ビーレンスタイン（英語版） - 中国学者[6]
- バート・ボリン - 気象学者、気候変動に関する政府間パネル (IPCC) 初代議長
- ルイス・エドゥアルド・ルナ（英語版） - 人類学者
- ヨハン・ロックストローム - 持続可能についての環境学者

### 政治・社会
- カール16世グスタフ - 現スウェーデン国王
- トーマス・トランストロンメル - 作家（2011年ノーベル文学賞）
- ダグ・ハマーショルド - 外交官、第2代国連事務総長（ノーベル平和賞）
- オロフ・パルメ - 元スウェーデン首相
- カール・ビルト - 元スウェーデン首相
- フレドリック・ラインフェルト - 元スウェーデン首相
- ゲオルギオス・アンドレアス・パパンドレウ - 元ギリシャ首相
- ヴィクトリア - 王太女、スウェーデン国王カール16世グスタフの長女
- マデレーン王女 - スウェーデン国王カール16世グスタフの次女、元ユニセフ職員
- 尾崎義 - 外交官、翻訳者
- レイフ・トーソン（英語版） - 法学者、最高裁判事
- ヨーナス・ベリストローム - 弁護士、マデレーン王女の婚約者
- イングマール・ベルイマン - 映画監督
- アンダース・ボルグ -　政治家、経済学者、元スウェーデン大蔵大臣
- 両角達平・スウェーデンの若者政策専門家 。フリーランス系研究者。ストックホルム大学国際比較教育(修士)[7]
- エリック・ラコマー（英語版） - 政治コンサルタント
- スヴェン・リンドクヴィスト（英語版） - 作家
- ニルソンビョルク・ヨハン・エリック（三遊亭好青年）-五代目円楽一門会所属の落語家

他多数